# Paracedicus darvishi
Espèce
Paracedicus darvishi est une espèce d'araignées aranéomorphes de la famille des Desidae.

## Distribution
Cette espèce est endémique du Khorassan-e Razavi en Iran,.

## Description
Le mâle holotype mesure 5,65 mm.

## Systématique et taxinomie
Cette espèce a été décrite par Mirshamsi en 2018.

## Étymologie
Cette espèce est nommée en l'honneur de Jamshid Darvish (1952–2017).

## Publication originale
- Mirshamsi, 2018 : « A new species of Paracedicus Fet, 1993 from Iran (Aranei: Cybaeidae). » Arthropoda Selecta, vol. 27, no 4, p. 344-347.